# Championnat du Danemark de football 1931-1932
Navigation
Saison précédente Saison suivante
La saison 1931-1932 du Championnat du Danemark de football était la 19e édition du championnat de première division au Danemark. C'est la 3e édition disputée sous la nouvelle formule, à savoir une poule unique de 10 clubs, la Meistersklabsserien, où chaque formation rencontre tous ses adversaires une seule fois. Le club classé dernier est relégué en D2 et remplacé par le champion de la division inférieure.
C'est le KB Copenhague qui remporte la compétition en terminant en tête de la poule après avoir battu tous ses adversaires. C'est le 7e titre de champion du Danemark de l'histoire du club.

## Les 10 clubs participants
| - KB Copenhague - B 93 Copenhague - BK Frem Copenhague - Boldklubben 1903 - Akademisk Boldklub | - AaB Aalborg - AGF Aarhus - AC Horsens - Fremad Amager - Promu de D2 - OB Odense |

## Compétition

### Classement
Le barème utilisé pour établir le classement est le suivant :
- Victoire : 2 points
- Match nul : 1 point
- Défaite : 0 point

| Rang | Équipe                 | Pts | J | G | N | P | Bp | Bc | Diff |
| ---- | ---------------------- | --- | - | - | - | - | -- | -- | ---- |
| 1    | KB Copenhague          | 18  | 9 | 9 | 0 | 0 | 30 | 7  | +23  |
| 2    | Akademisk Boldklub     | 15  | 9 | 7 | 1 | 1 | 36 | 14 | +22  |
| 3    | B 93 Copenhague        | 12  | 9 | 6 | 0 | 3 | 40 | 15 | +25  |
| 4    | Boldklubben 1903       | 12  | 9 | 6 | 0 | 3 | 33 | 18 | +15  |
| 5    | BK Frem Copenhague (T) | 10  | 9 | 4 | 2 | 3 | 31 | 20 | +11  |
| 6    | AaB Aalborg            | 8   | 9 | 3 | 2 | 4 | 28 | 34 | -6   |
| 7    | AGF Aarhus             | 5   | 9 | 2 | 1 | 6 | 18 | 31 | -13  |
| 8    | OB Odense              | 4   | 9 | 2 | 0 | 7 | 18 | 38 | -20  |
| 9    | Fremad Amager (P)      | 3   | 9 | 1 | 1 | 7 | 16 | 35 | -19  |
| 10   | Horsens fS             | 3   | 9 | 1 | 1 | 7 | 11 | 49 | -38  |

|  | Champion du Danemark 1931-1932                         |
|  | Relégation en deuxième division                        |
|  | (T) : Tenant du titre (P) : Promu de deuxième division |

## Bilan de la saison
| Tableau d'Honneur                   |               |
| Compétition                         | Vainqueur     |
| Championnat du Danemark de football | KB Copenhague |

| Promotion et relégation      |            |
| Relégué en deuxième division | AC Horsens |
| Promu en Meistersbaksserien  | Esbjerg fB |